# Dnyánendra nepáli király
Dnyánendra (Katmandu, 1947. július 7. –) nepáli: ज्ञानेन्द्र वीर विक्रम शाह (Dnyánendra Bir Bikram Sáh),  angol: Gyanendra Bir Bikram Shah, nepáli király, a Sah-dinasztia utolsó királya.

## Élete
Apja Mahendra nepáli király, anyja Indra nepáli hercegnő, Kumar Hari Samser Dzsang Bahadur Rana lánya.
Még nagyapja, Tribhuvana király életében és annak uralma idején az akkori miniszterelnök, Mohan Samser Dzsang Bahadur Rana (1885–1967), az addig a miniszterelnököket adó Rana család tagja a királyi háznak a Rana család-ellenes lépéseire válaszul 1950. november 6-án megfosztotta trónjától Tribhuvana királyt, aki Mahendra trónörökössel, Dnyánendra apjával együtt a katmandui indiai nagykövetségre menekült, majd onnan november 11-én Indiába távozott. A miniszterelnök a nagyapa trónfosztásával, Mahendra trónörökös és elsőszülött fia, Bírendra herceg háttérbe szorításával egyidejűleg 1950. november 6-án Katmanduban királlyá kiáltotta ki Mahendra trónörökös másodszülött fiát, az akkor hároméves Dnyánendra herceget. Másnap, november 7-én pedig a kis királyt Nepál 9. királyává koronáztatta. A sikeres puccsot azonban nem követte nemzetközi elismerés, ezért 1951. január 8-án Dnyánendra névleges királysága véget ért, nagyapja pedig 1951. február 15-én tért haza Katmanduba, ekkor újra kezébe vette a hatalmat, és véghez vitte a Ranákat a hatalomból kiszorító politikáját. Az utolsó Rana miniszterelnök végül 1951. november 12-én kényszerült lemondásra. A Rana családot ezzel végleg kiszorították Nepál kormányzásából.
A három és fél éves trónfosztott kis király újra visszazökkent korábbi életébe, de ez a két hónapos királyosdi örök nyomot hagyott a lelkében, ami a későbbi életében válik majd nyilvánvalóvá. Bátyjához, Bírendra királyhoz hasonlóan a dardzsilingi St Joseph's College-ban, majd, a katmandui Tribhuvana Egyetemen tanult, ahol 1969-ben szerzett baccalaureatusi (BA) fokozatot. 1970. május 1-jén feleségül vette Komalt (1951– ), Kendra Shamsher Jang Bahadur Rana lányát, aki anyai ágon a Sah-dinasztia leszármazottja, és a nővére, Aisvari (1949–2001) Dnyánendra bátyjának, Bírendra királynak volt a felesége.
2001-ben adódott újra alkalom az immár 54. életévébe lépett és a trónöröklési rend szerint a hatalomba visszatérésre esélytelen, trónfosztott királynak, hogy kezébe vegye Nepál ügyeit. A néphit szerint ő mozgatta a szálakat a nepáli királyi családban 2001. június 1-jén pénteken este történt mészárláskor, melynek során a hivatalos változat szerint Dipendra trónörökös egy banketten kilenc családtagját: apját, anyját, két testvérét, két nagynénjét, egyik nagynénjének a férjét, egyik nagybátyját és apjának egy női elsőfokú unokaestvérét megölte, és számos rokonát: sógorát, Dnyánendra feleségét és fiát, valamint apjának egy másik unokatestvérét súlyosan megsebesítette. Ezután pedig elmenekült, önmaga ellen fordította a fegyverét, és öngyilkosságot követett el. Dnyánendra ekkor nem tartózkodott Katmanduban. A nepáli közvélemény nem hitte el a hivatalos változatot, és a kínai titkosszolgálat művének tartja a mészárlást, melynek során a trónörököst egy dublőr helyettesítette, aki Dipendra ruházatát viselte és elmaszkírozta magát. Dipendra nagybátyját, Dnyánendrát tartják a történések szellemi atyjának, aki jó viszonyt ápolt mind unokaöccsével és a kínai titkosszolgálattal, és ő nyert a legtöbbet a királyi család kiirtásával.
A hivatalos változat szerint a herceg házassági ügye állhatott a háttérben, mert szülei ellenezték a tervezett házasságot az 1951-ig a miniszterelnöki tisztséget adó Rana család egy nőtagjával. A herceg a végzetes estén rengeteget ivott, belekötött az egyik vendégbe, ezért az apja kérte, hogy menjen a szobájába, majd egy óra múlva (állítólag kábítószert is fogyasztott közben, és a barátnőjével is beszélt telefonon) az életben maradt szemtanúk szerint berontott a terembe, és lövöldözni kezdett.
Az öngyilkossága után még három napig kómában feküdt, ezért erre az időre a nagybátyja, Dnyánendra lett a régens, és állítólagos tette ellenére apja halála után a trónöröklési rend alapján őt kiáltották ki királynak, és bár nem volt már többé tudatánál, haláláig, június 4-éig ő volt hivatalosan Nepál uralkodója.
2001. június 4-én unokaöccse halálával megörökölte a trónt, hiszen a mészárlásban bátyjának, Bírendra királynak mindkét fia, a kisebbik Niradzsan (1978–2001) is meghalt, és Bírendra egyik fiának sem volt gyermeke, nők pedig nem örökölhették a trónt, így Bírendra életben maradt leányunokái, leányának, Sruti hercegnőnek (1976–2001) a kislányai: Girváni (1998–) és Szurangana (2000–) sem, ezért mint másodszülött fiú, Dnyánendra volt a soron következő trónutód. Dnyánendra királyt másodszor is megkoronázták, rögtön unokaöccse halála után 2001. június 4-én Katmanduban.
A trónon küzdelmes hét év következett, melyet a pártokkal, a parlamenttel és a maoistákkal folytatott, végül alulmaradt, és a Nepáli Kommunista Párt hatalomra kerülésével eltörölték a királyságot, és kikiáltották a köztársaságot 2008. május 28-án. Dnyánendra nem hagyta el Nepált, és az új hatalom meghagyott neki néhány palotát is lakóhelyül. Bár másodszor is elvesztette királyi címét, de nem adta fel a reményt, hogy újra visszatérjen a hatalomba.

## Gyermekei
- Feleségétől, Komal (1951. február 18. –) királynétól, 2 gyermek:
  - Parasz (1971. december 30. –) herceg, felesége Himani (1976. október 1. –) hercegnő, Bikram Sah lánya, 3 gyermek:
    - Purnika (2000. december 12. –) hercegnő
    - Hridajendra (2002. július 30. –) herceg
    - Kritika (2003. október 16. –) hercegnő

  - Prerana (1978. február 20. –) hercegnő, férje Radzs Bahadur Szing (1973. október 20. –), Navaradzs Bahadur Szing fia, 1 fiú:
    - Partab (2004. október 10. –) úr (királyi címet nem viselt)